# Ford Orion

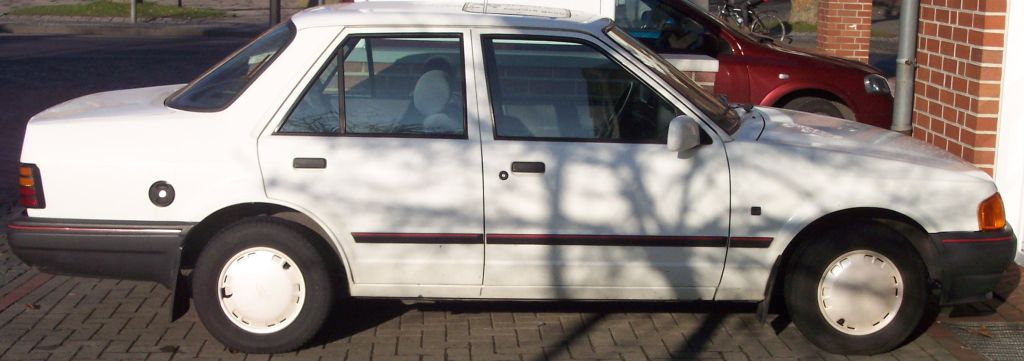
Ford Orion av första generationen.

Ford Orion var namnet på Ford Escort i fyradörrars sedanutförande från 1983 till 1993. Modellnamnet introducerades för att särskilja sedanvarianten, som faktiskt var mycket större än övriga varianter i Escortfamiljen och hade en digrare standardutrustning såsom sollucka, centrallås, färddator och elektriska fönsterhissar. Orion gick heller inte att få med de minsta Escortmotorerna. 1986 genomfördes en ansiktslyftning, samtidigt som för övriga Escort och 1990 presenterades en helt ny modell. Denna bytte dock namn till Escort 1993 och Orionnamnet gick i graven.

## Bakgrund
Under 1980-talet bytte Ford ut flera av sina tidigare modeller mot nya generationer, som i vissa fall innebar även namnbyte. Både den tidigare Escort-modellen, Taunus och Granada hade varit sedanmodeller i sina grundutföranden. Dessa byttes nu ut mot halvkombibilarna Escort Mk3, Sierra och Scorpio. Samtidigt fanns det fortfarande kunder som efterfrågade sedanmodeller, och därför tog man efter hand fram sådana som baserades på halvkombikarosserna, men med en förlängd bakdel. Först ut i raden var Orion (1983), som också var den enda modellen som fick ett eget namn i sedanutförande. 